# جزيرة الكريستال
جزيرة الكريستال هو مشروع بناء في موسكو، روسيا التي من المقرر أن يكون حولها 2,500,000 متر مربع ( 27,000,000 قدم مربع ) من مساحة الأرض، وعلى ارتفاع 450 مترا ( 1,476 قدم) من تصميم نورمان فوستر. في هذه الأبعاد عند الانتهاء سيكون أكبر هيكل ( في المساحة ) على الأرض. شركة الهندسة المعمارية وراء تصميم فوستر وبارتنرز. أن البنية الفوقية مثل خيمة ترتفع إلى 450 متر، وتشكيل تنفس «الجلد الثاني» و العازلة الحرارية للمبنى الرئيسي، التدريع المساحات الداخلية من الطقس موسكو. سيتم اغلاق هذا الجلد الثاني في فصل الشتاء لتقليل فقدان الحرارة، وافتتح في صيف لتبريد طبيعي الداخلية. ستدمج المبنى إلى الحديقة الجديدة، التي من شأنها أن توفر مجموعة من الأنشطة على مدار السنة، مع التزلج والتزحلق على الجليد في الشتاء. جاء فيها أن يكون عدد وافر من الثقافة، المعرض، والأداء، والفنادق والشقق وتجارة التجزئة والمساحات المكتبية، وكذلك مدرسة دولية ل 500 طالب وطالبة. في عام 2009، تم تأجيل البناء بسبب الأزمة الاقتصادية العالمية .
حصلت الجزيرة على لقب أكثر مشاريع البناء طموحاً في العالم وتقدر تكلفة المشروع بــ 4 بليون دولار. ويعد هذا المبنى ثاني تصميم له في العاصمة الروسية موسكو وبعض الناس يدعون هذا المشروع بشجرة كريسماس موسكو. ويعد أيضاً ثالث تصميم له بعد بنائه للبرجين التوأم في أستانا بكازاخستان. وتتضمن المدينة 900 وحدة سكنية من الشقق الفاخرة, 3.000 غرفة فندقية، مسرح كبير، سينما, مجمع للياقة البدنية، متحف, وأخيراً عدد لا يحصى من المتاجر الراقية. الواجهة الخارجية للجزيرة تحتوى على الألواح الشمسية ويوجد بجانبها توربينات الرياح لكى تولد الكهرباء للبرج الضخم الذي يوجد بالجزيرة، كما أن المبنى مصمم بدقة ليسمح لضوء النهار أن يتوغل داخل أرجاء المدينة وفي قلب الهيكل البنائي لها، كما توجد أجهزة تحكم في درجات الحرارة تبعاً لفصول السنة.